# Cryptopone butteli
Cryptopone butteli is een mierensoort uit de onderfamilie Ponerinae. De wetenschappelijke naam van de soort is voor het eerst geldig gepubliceerd in 1913 door Auguste Forel.